# Марио Молина
Марио Хосе Молина-Паскел Енрикез (шп. Mario José Molina-Pasquel Henríquez; Мексико Сити, 19. март 1943 — Мексико Сити, 7. октобар 2020) био је мексички хемичар. Један је од првих научника који су открили озонску рупу на Антарктику и добитник је Нобелове награде за хемију 1995. године за рад на атмосферској хемији, посебно у вези са стварањем и разградњом озона.